# Canton de Dole-2
Le canton de Dole-2 est une circonscription électorale française du département du Jura.

## Histoire
Un nouveau découpage territorial du département du Jura entre en vigueur à l'occasion des élections départementales françaises de 2015. Il est défini par le décret du 17 février 2014, en application des lois du 17 mai 2013 (loi organique 2013-402 et loi 2013-403). Les conseillers départementaux sont, à compter de ces élections, élus au scrutin majoritaire binominal mixte. Les électeurs de chaque canton élisent au Conseil départemental, nouvelle appellation du Conseil général, deux membres de sexe différent, qui se présentent en binôme de candidats. Les conseillers départementaux sont élus pour 6 ans au scrutin binominal majoritaire à deux tours, l'accès au second tour nécessitant 12,5 % des inscrits au 1er tour. En outre la totalité des conseillers départementaux est renouvelée. Ce nouveau mode de scrutin nécessite un redécoupage des cantons dont le nombre est divisé par deux avec arrondi à l'unité impaire supérieure si ce nombre n'est pas entier impair, assorti de conditions de seuils minimaux. Dans le Jura, le nombre de cantons passe ainsi de 34 à 17.
Le canton de Dole-2 est formé de communes des anciens cantons de Dole-Sud-Ouest (5 communes) et de Dole-Nord-Est (1 commune). Le canton est entièrement inclus dans l'arrondissement de Dole. Le bureau centralisateur est situé à Dole.

## Représentation
| Période élective | Période élective | Mandat | Mandat         | Identité             | Nuance | Nuance | Qualité |
| ---------------- | ---------------- | ------ | -------------- | -------------------- | ------ | ------ | --- |
| 2015             | 2021             | 2015   | septembre 2016 | Michel Giniès        |        | DVG    | Maire de Damparis (depuis 1994) Ancien conseiller général du Canton de Dole-Sud-Ouest (1994-2015)             |
| 2015             | 2021             | 2015   | 2021           | Françoise Barthoulot |        | DVG    | Professeure en lycée professionnel Adjoint au maire puis conseillère municipale de Dole (2008-2020)           |
| 2015             | 2021             | 2016   | 2021           | Philippe Genestier   |        | DVG    | Adjoint au maire de Dole (2008-2014)                                                                          |
| 2021             | 2028             | 2021   | en cours       | Stéphane Champanhet  |        | LR     | Technico-commercial Adjoint au maire de Dole                                                                  |
| 2021             | 2028             | 2021   | en cours       | Florence Maupoil     |        | DVD    | Ancienne présidente régionale ADMR Conseillère municipale de Choisey Vice-présidente du Conseil départemental |

### Résultats détaillés

#### Élections de mars 2015
À l'issue du 1er tour des élections départementales de 2015, deux binômes sont en ballottage : Françoise Barthoulot et Michel Giniès (Union de la Gauche, 35,07 %) et Nathalie Desseigne et Florent Loppé (FN, 31,07 %). Le taux de participation est de 47,5 % (5 404 votants sur 11 378 inscrits) contre 56,35 % au niveau départemental et 50,17 % au niveau national.
Au second tour, Françoise Barthoulot et Michel Giniès (Union de la Gauche) sont élus avec 60,07 % des suffrages exprimés et un taux de participation de 48,8 % (2 983 voix pour 5 552 votants et 11 378 inscrits). 
En septembre 2016, Michel Giniès démissionne pour se consacrer à la mairie de Damparis, il laisse la place à son suppléant, l'ancien adjoint de Jean-Claude Wambwt à Dole Philippe Genestier. 

#### Élections de juin 2021
Le premier tour des élections départementales de 2021 est marqué par un très faible taux de participation (33,26 % au niveau national). Dans le canton de Dole-2, ce taux de participation est de 30,28 % (3 369 votants sur 11 127 inscrits) contre 35,65 % au niveau départemental. À l'issue de ce premier tour, deux binômes sont en ballottage : Françoise Barthoulot et Philippe Genestier (Union à gauche, 37,75 %) et Stéphane Champanhet et Florence Maupoil (LR, 37,34 %).
Le second tour des élections est marqué une nouvelle fois par une abstention massive équivalente au premier tour. Les taux de participation sont de 34,36 % au niveau national, 37,47 % dans le département et 34,03 % dans le canton de Dole-2. Stéphane Champanhet et Florence Maupoil (LR) sont élus avec 52,26 % des suffrages exprimés (1 817 voix pour 3 784 votants et 11 120 inscrits),,.

## Composition
| Nom                          | Code Insee | Intercommunalité | Superficie (km2) | Population (dernière pop. légale)                | Densité (hab./km2) | Modifier                                    |
| ---------------------------- | ---------- | ---------------- | ---------------- | ------------------------------------------------ | ------------------ | ------------------------------------------- |
| Dole (bureau centralisateur) | 39198      | CA Grand Dole    | 38,37            | Fraction : 10 057 (2022) Commune : 23 784 (2022) | 620                | modifier les données · modifier les données |
| Choisey                      | 39150      | CA Grand Dole    | 7,64             | 1 002 (2022)                                     | 131                | modifier les données · modifier les données |
| Crissey                      | 39182      | CA Grand Dole    | 4,81             | 685 (2022)                                       | 142                | modifier les données · modifier les données |
| Damparis                     | 39189      | CA Grand Dole    | 8,85             | 2 590 (2022)                                     | 293                | modifier les données · modifier les données |
| Gevry                        | 39252      | CA Grand Dole    | 5,31             | 732 (2022)                                       | 138                | modifier les données · modifier les données |
| Parcey                       | 39405      | CA Grand Dole    | 8,94             | 1 023 (2022)                                     | 114                | modifier les données · modifier les données |
| Villette-lès-Dole            | 39573      | CA Grand Dole    | 4,59             | 798 (2022)                                       | 174                | modifier les données · modifier les données |
| Canton de Dole-2             | 3906       |                  |                  | 16 887 (2022)                                    |                    | modifier les données                        |

Le canton de Dole-2 comprend :
1. six communes entières,
2. la partie de la commune de Dole située au nord et à l'est d'une ligne définie par l'axe des voies et limites suivantes : à partir de la limite territoriale de la commune de Champvans, ligne de chemin de fer de Dole à Dijon, rue du Mont-Roland, rue du Collège-de-l'Arc, place Jean-Boyvin, rue Raguet-Lépine, rue Charles-Sauria, rue des Arènes, place du 8-Mai-1945, rue de Besançon, rue d'Enfer, place Nationale-Charles-de-Gaulle, rue du Parlement, Grande-Rue, rue Pasteur, rue du Prelot, canal du Rhône au Rhin, Grande-Rue, cours du Doubs, jusqu'à la limite territoriale de la commune de Crissey.

## Démographie
En 2022, le canton comptait 16 887 habitants, en évolution de −1,37 % par rapport à 2016 (Jura : −0,81 %, France hors Mayotte : +2,11 %).
| 2013   | 2018   | 2022   |
| ------ | ------ | ------ |
| 16 906 | 17 339 | 16 887 |